# Tropario pascual

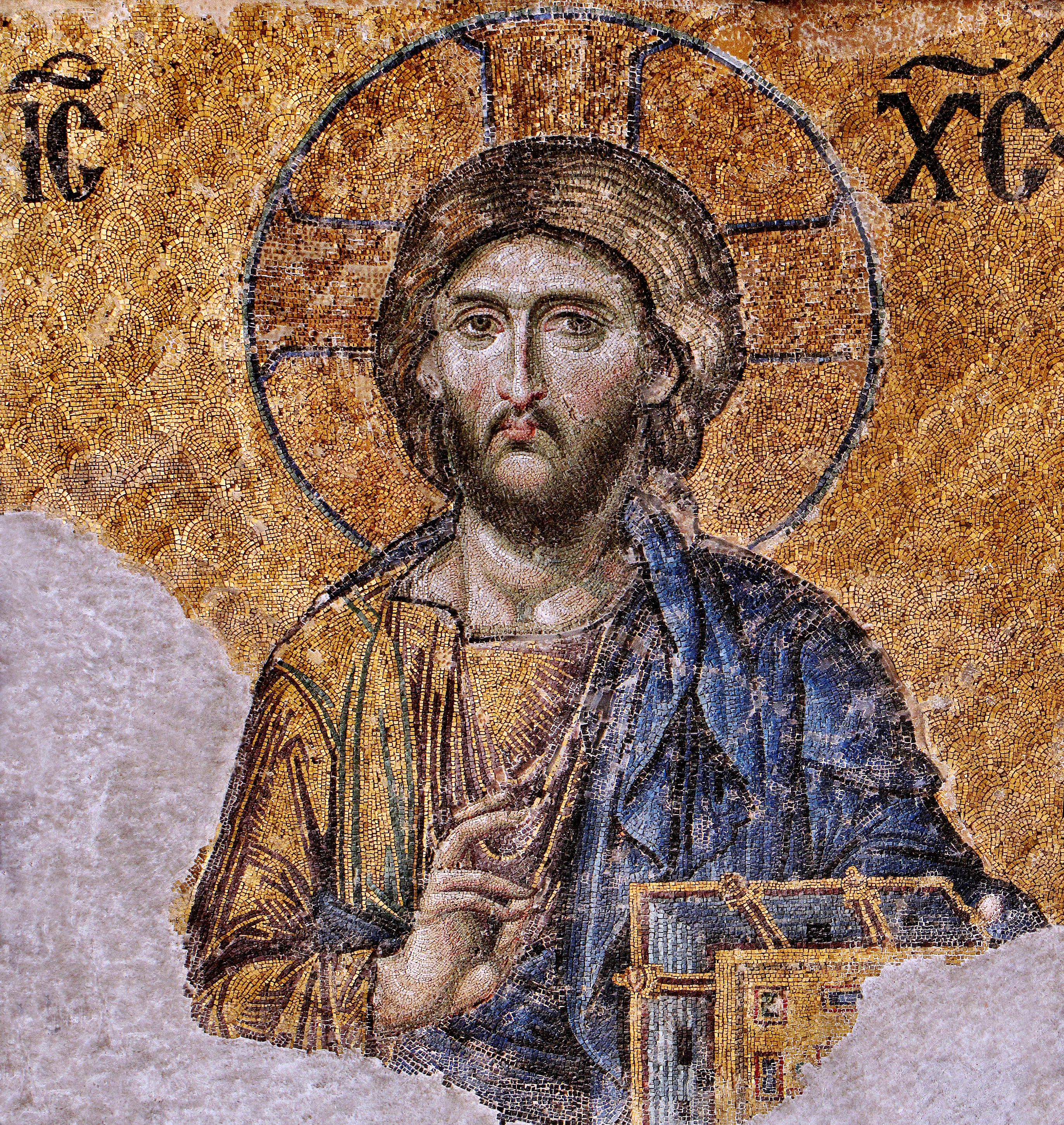
Mosaico de Cristo de la iglesia de Santa Sofía en Estambul. Es la figura central del llamado Deisis mosaico (Δέησις, "Súplica"), que data probablemente de un relativamente reciente 1261.

El tropario pascual o Christos anesti (en griego: Χριστός ἀνέστη) es el tropario característico de la celebración de la Pascua ortodoxa en las iglesias que siguen el rito bizantino.
Como la mayoría de las troparias, se trata de una estrofa breve que suele utilizarse como estribillo entre los versos de un salmo, pero también se utiliza sola. Se canta en el primer tono plagal (o quinto). Se desconoce su autor o fecha, pero se supone que es anterior al siglo VI.

## Texto
| Griego                                                                                        | Transcripción                                                                                  | Traducción en español |
| --------------------------------------------------------------------------------------------- | ---------------------------------------------------------------------------------------------- | --- |
| Χριστὸς ἀνέστη ἐκ νεκρῶν, θανάτῳ θάνατον πατήσας, καὶ τοῖς ἐν τοῖς μνήμασι, ζωὴν χαρισάμενος! | Christós anésti ek nekrón, thanáto thánaton patísas, ké tís en tís mnímasi, zoín charisámenos! | ¡Cristo ha resucitado de entre los muertos, pisoteando la muerte con la muerte, y otorgando la vida a los que yacían en los sepulcros! |

La primera línea parafrasea a 1 Corintios 15:20 ( Νυνὶ δὲ Χριστὸς ἐγήγερται ἐκ νεκρῶν). El tropario forma parte de la Divina Liturgia Pascual del rito bizantino, y seguramente se utilizaba en el siglo V o VI. Su origen último es desconocido; el metropolita Hilarión (Alfeyev) (2009) ha sugerido un origen del siglo II.

## Uso
Según el testimonio del tropologion de Jerusalén (o iadgari, una antigua himnografía que sólo se conserva en una traducción georgiana del siglo VIII), el tropario se cantaba al final de la Vigilia Pascual en la antigua liturgia pascual de Jerusalén. Basado en el Typikon de la Gran Iglesia, el tropario formaba parte de la liturgia no monástica de Santa Sofía en el siglo X.
El tropario se canta por primera vez al comienzo de los maitines de Pascua, tras la procesión alrededor de la iglesia que precede a los maitines. Cuando todos se reúnen ante la puerta principal cerrada de la iglesia, el clero y los fieles se turnan para cantar el tropario, y luego se utiliza como estribillo de una selección de versos de los Salmos 67 y 117 (esta es la numeración de la Septuaginta; la numeración de la biblia del rey Jacobo es 68 y 118):

Que se levante Dios, que se dispersen sus enemigos; que huyan de su presencia los que le odian (Salmo 68:1) 

Como el humo se desvanece, así se desvanecen ellos; como la cera se derrite ante el fuego (Sal. 68:2a)
Así los pecadores perecerán ante la faz de Dios; pero que los justos se alegren (Sal. 68:2b) 

Este es el día que ha hecho el Señor, alegrémonos y gocemos en él. (Salmo 118:24)

En el resto de la Vigilia se canta después de cada oda del canon pascual atribuido a Juan Damasceno, al final de la stichera pascual en la Aposticha, tres veces a la despedida de Maitines, y al principio y al final de las Horas Pascuales. Se vuelve a cantar con la misma selección de versos del Salmo al comienzo de la Divina Liturgia, en la Pequeña Entrada, durante y después de la Comunión, y al final de la Liturgia. A continuación, se canta de nuevo con los estribillos al comienzo de las Vísperas y al final de las mismas. Este mismo esquema se mantiene durante toda la Semama radiante.
A partir del Cuasimodo (el domingo después de Pascua), se canta o se lee tres veces al comienzo de la mayoría de los servicios y oraciones privadas en lugar de la habitual invocación al Espíritu Santo, "Oh Rey Celestial", y en las despedidas, durante los 39 días de la fiesta pascual; es decir, hasta la víspera de la Ascensión del Señor inclusive.
En Finlandia, la Iglesia Ortodoxa de Finlandia es una iglesia minoritaria. Sin embargo, la noche de Pascua ortodoxa se retransmite anualmente desde hace muchas décadas por radio y televisión, por lo que el tropario se ha ido dando a conocer a los finlandeses no ortodoxos. En 1986, la Iglesia Evangélica Luterana de Finlandia -la mayor confesión religiosa del país- incluyó el tropario en su himnario oficial revisado, donde es el himno número 90, como himno de Pascua. Se recomienda cantarlo tres veces seguidas.